# Werner Lorenz

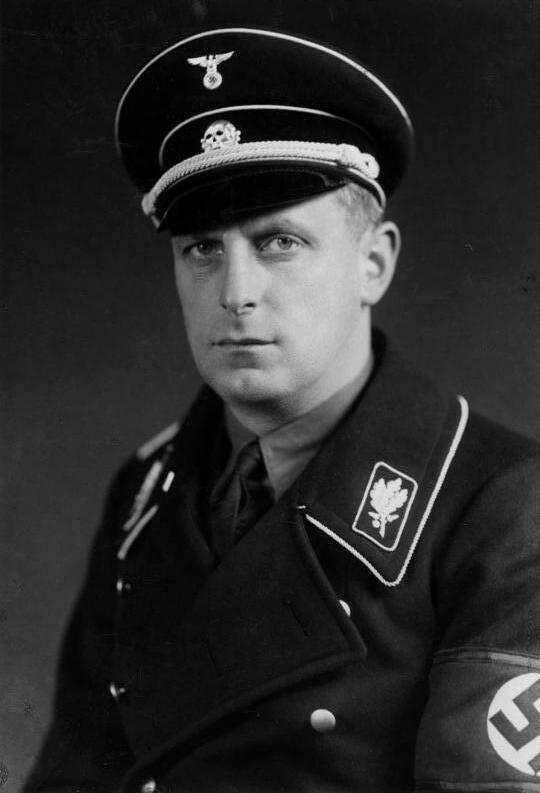
Werner Lorenz (1934)

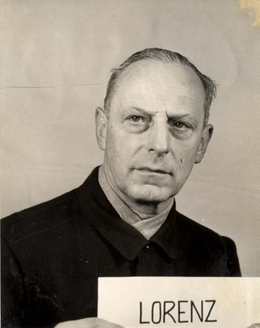
Werner Lorenz in alliierter Internierung

Werner Lorenz (* 2. Oktober 1891 in Grünhof; † 13. März 1974 in Hamburg) war Leiter der Volksdeutschen Mittelstelle (VoMi), SS-Obergruppenführer, General der Waffen-SS und Polizei und verurteilter Kriegsverbrecher.

## Leben
Werner Lorenz wurde als Sohn eines Gutsbesitzers im pommerschen Grünhof geboren. Zwar war die Familie nicht adelig, aber Lorenz war einer der wenigen SS-Führer, die zumindest ein eingeführtes Familienwappen anbieten konnten, als Himmler von jedem höheren SS-Führer ein Wappen für die Ausschmückung der Wewelsburg forderte.
Lorenz trat in das elitäre Kadettenkorps ein, um preußischer Heeresoffizier zu werden. Im April 1913 trat er als Fahnenjunker in ein Dragonerregiment ein. Sofort nach Ausbruch des Ersten Weltkriegs ging Lorenz im August 1914 an die Front, wo er binnen eines Monats mit dem Eisernen Kreuz II. Klasse ausgezeichnet wurde. 1915 wechselte er von der Kavallerie zum Fliegerkorps. Später diente er als Stabsoffizier und erhielt noch kurz vor Ende des Ersten Weltkriegs das Eiserne Kreuz I. Klasse. Nach Kriegsende stand die letzte von ihm geführte Einheit im polnischen Grenzland und nahm im Grenzschutz Ost an Kämpfen teil, bis sie im März 1920 aufgelöst wurde.
Danach arbeitete Lorenz als Landwirt und erwarb bald Land- und Industriebesitz in Danzig. Zum 1. Dezember 1930 trat Lorenz in die NSDAP (Mitgliedsnummer 397.994) und am 31. Januar 1931 in die SS ein (SS-Nummer 6.636). Im Jahr 1933 fungierte er als Mitglied des Landtages in Preußen und außerdem ab November 1933 als Mitglied des Reichstages. Gleichzeitig arbeitete er im Hamburger Staatsrat.
Am 9. November 1933 wurde Lorenz zum SS-Gruppenführer befördert und fungierte als Verbindungsmann zum Völkischen Kampfring Südtirols. Von 1934 bis 1937 war er Führer des SS-Oberabschnitts Nord, mit Amtssitz in Hamburg. Im November 1936 wurde er zum SS-Obergruppenführer befördert. Ab Januar 1937 leitete er die Volksdeutsche Mittelstelle (VoMi) und war seit Oktober 1939 direkt dem Reichskommissar für die Festigung deutschen Volkstums, Heinrich Himmler, unterstellt, der ihm im Juni 1941 ein eigenes SS-Hauptamt überließ. Parallel dazu war Lorenz Bevollmächtigter für internationale Beziehungen beim Stellvertreter des Führers, Rudolf Heß. In dieser Eigenschaft fungierte er (seit dem 11. August 1938) in Berlin als Präsident der „Vereinigung zwischenstaatlicher Verbände und Einrichtungen e. V.“.
Nach dem Zweiten Weltkrieg wurde Lorenz kurz in England interniert, bis er am 10. März 1948 im Nürnberger Rasse- und Siedlungshauptamt-Prozess zu 20 Jahren Haft verurteilt wurde. Als Leiter der VoMi war Lorenz verantwortlich für Zwangsevakuierung und Zwangsumsiedlung ausländischer Bevölkerung, Entführung von Ausländerkindern, Maßnahmen zur Verringerung der Geburtenrate bei Angehörigen gegnerischer Nationalität, Zwangseinbürgerungen von Angehörigen gegnerischer Nationalität, Zwangsarbeit, Plünderung öffentlichen und privaten Eigentums, Zwangsrekrutierung von Ausländern in die SS und Wehrmacht sowie Mitgliedschaft in der verbrecherischen SS. 1951 wurde die Haft auf 15 Jahre reduziert, im Frühjahr 1955 wurde er vorzeitig aus dem Kriegsverbrechergefängnis Landsberg entlassen.
Werner Lorenz hatte drei Kinder, Rosemarie (1920–2019), Jutta (* 1922) und Joachim-Werner (* 1928). Seine älteste Tochter, die Dressurreiterin Rosemarie Springer war die dritte Ehefrau des Verlegers Axel Springer.